# Rotterdam, New York
Rotterdam är en kommun (town) i Schenectady County, delstaten New York, USA.